# 1766

## Esdeveniments
Països Catalans
- 2 de maig - Elx (el Baix Vinalopó): les autoritats derroten una revolta antisenyorial.
- 11 de setembre - Espanya: Carles III admet els indígenes americans en les comunitats religioses i els accepta per a càrrecs civils.
- Publicació de l'obra de Miquel Coma i Puig, Elementos de música para canto figurado, canto llano y semifigurado

Món
- 5 de març - Nova Orleans (la Louisiana, actualment els Estats Units): Antonio de Ulloa hi arriba com a primer governador espanyol de la colònia.
- Kyūshū: Arima Yoriyuki aproxima π com 428224593349304/136308121570117.

## Naixements
- 17 d'abril - Largo, Fife, Escòcia, Regne Unit): John Leslie, físic i matemàtic (m. 1832).[1]
- 22 d'abril - París, França: Anne-Louise Germaine Necker, baronessa de Staël-Holstein –Madame de Staël–, novel·lista i assagista suïssa (m. 1817).[2]
- 9 de juliol - Gdańsk: Johanna Schopenhauer, novel·lista i salonnière alemanya (m. 1838).[3]
- 6 de setembre - Manchester, Anglaterra: John Dalton, naturalista, químic, matemàtic i meteoròleg anglès (m. 1844).[4]

## Necrològiques
Món
- 10 de març, Nova York: Jane Colden, primera científica botànica americana (n. 1724).[5]
- 11 de juliol, Aranjuez: Isabel Farnese, reina d'Espanya pel seu matrimoni amb Felip V (n. 1692).[6]
- 17 de juliol, Pequín, Xina: Giuseppe Castiglione, jesuïta missioner i pintor (n. 1688)[7]